# بذور التغيير (كتاب)
بذور التغيير: خمس نباتات غيّرت البشرية هو كتاب ألّفه هنري هوبهاوس عام 1985، ليشرح فيه كيف تغيّر تاريخ العالم بفعل خمس نباتات منذ رَبط كولومبوس لأميركا بأوروبا، وهو ما يعرف بـ التبادل الكولومبي.
فيروي كيف أن اكتشاف البشريّة للسكر والشاي والقطن والبطاطس والكينا ومواظبتهم على تجارتها؛ أثّر في التاريخ وساهم في خلق العالم الحديث. الطبعة الثانية من الكتاب جاءت بعنوان: بذور التغيير: ست نباتات غيرت البشرية؛ حيث أضاف المؤلف نبتة الكوكا إلى المجموعة. وفي عام 2004، أتبع كتابه هذا بآخر عنوانه بذور الثروة: أربع نباتات جعلت الرجال أغنياء، مُتضمنًا الأخشاب والنبيذ والمطاط والتبغ.

## استقبال
وصف المؤلف ديفيد ألين الكتاب بأنه: «عمل مدروس ومثير للتفكير ويستحق القراءة». كما تمت التوصية بقراءته ودراسته في الجامعات. ونُشرت له العديد من المراجعات، فكتبت عنه مجلة تسمى المكتبة أو «ذا لايبرتي جورنال» وكذلك مجلّتيْ ذا أتلانتيك والمُراجعة التاريخيّة الأمريكية.